# Ледисмит (Квазулу-Натал)
Ле́дисмит (англ. Ladysmith) — город на востоке Южно-Африканской Республики, на территории провинции Квазулу-Натал. Административный центр района Утхукела.

## Этимология
Название города связано с именем жены сэра Гарри Смита, губернатора Капской колонии в 1847—1852 годах.

## История
Город был основан в 1850 году сразу после британской аннексии близлежащих земель. До этого с 1847 года здесь существовала республика Клип Ривер (Republic of Klip River), провозглашённая бурами. Епископ Джон Уильям Коленсо, посетивший эти места в 1854 году, описывал поселение как деревушку из 23 домов и населением в сто человек. В 1860 году, для защиты от набегов зулусов, был возведён форт.
30 октября 1899 года в окрестностях Ледисмита состоялось одно из первых сражений Второй англо-бурской войны, закончившееся тяжёлым поражением британцев, вынужденных отступить в город. После этого началась 118-дневная осада города бурами.

## Географическое положение и климат
Город находится в западной части провинции, на берегах реки Клип (приток реки Тугела), на расстоянии приблизительно 120 километров к северо-западу от административного центра провинции Питермарицбурга. Абсолютная высота — 1046 метров над уровнем моря.
| Показатель              | Янв. | Фев. | Март | Апр. | Май | Июнь | Июль | Авг. | Сен. | Окт. | Нояб. | Дек. | Год |
| ----------------------- | ---- | ---- | ---- | ---- | --- | ---- | ---- | ---- | ---- | ---- | ----- | ---- | --- |
| Средняя температура, °C | 22   | 21   | 20   | 17   | 14  | 10   | 11   | 14   | 16   | 18   | 19    | 21   | 16  |
| Норма осадков, мм       | 141  | 121  | 95   | 43   | 18  | 10   | 10   | 22   | 37   | 73   | 99    | 117  | 784 |
| Источник: Weatherbase   |      |      |      |      |     |      |      |      |      |      |       |      |     |

## Население
По данным официальной переписи 2001 года, население составляло 41 425 человек, из которых мужчины составляли 47,8 %, женщины — соответственно 52,2 %. Негры составляли 48,76 % от населения города; азиаты — 27,17 %; белые — 19,37 %; цветные — 4,7 %. Наиболее распространённые среди горожан языки — зулу (44,62 %), английский (37,97 %) и африкаанс (13,71 %).

## Экономика и транспорт
Город является центром пищевой промышленности.

Сообщение Ледисмита с другими городами осуществляется посредством железнодорожного и автомобильного транспорта.
Также в окрестностях города расположен одноимённый аэропорт (ICAO: FALY, IATA: LAY).

## Достопримечательности
В 1985 году в Ледисмите был открыт краеведческий музей, посвященный осаде города.